# Endotrichella
Endotrichella és un gènere d'arnes de la família Crambidae. Conté només una espècie, Endotrichella margaritifera, que es troba a Papua Nova Guinea.